# スキャン (競走馬)
スキャン (Scan) とは、アメリカの競走馬である。引退後は日本で種牡馬として活躍した。

## 経歴

### 競走馬時代
1990年6月にデビューし、2着。3戦目で初勝利を挙げるとその後G2を2連勝している。
1991年は夏までは勝ち味に遅かったが、9月にジェロームハンデキャップ、ペガサスハンデキャップとG1を連勝した。ブリーダーズカップ・マイル8着を最後に現役を引退している。

### 種牡馬時代
引退後種牡馬となり日本に輸出され、日高スタリオンステーションで供用された。産駒は芝・ダートともに好成績を残しており、息長く堅実に走る産駒が多い。
2015年を最後に種牡馬を引退。この年日高スタリオンの閉鎖に伴い、2016年からは荒木牧場で繋養されていたが、同年12月31日に老衰のため逝去した。

## 主な産駒

### グレード制重賞優勝馬
- 1994年産
  - テイエムメガトン（ダービーグランプリ、グランシャリオカップ）[2]
  - マチカネワラウカド（東海ウインターステークス、白山大賞典、東海菊花賞）[3]
- 1995年産
  - タマモストロング（マーチステークス、白山大賞典、さくらんぼ記念、かしわ記念）[4]
- 1998年産
  - マイネルジャパン（函館3歳ステークス）[5]
- 1999年産
  - メイショウカイドウ（小倉記念2回、小倉大賞典、北九州記念、七夕賞〈2005年小倉三冠馬〉）[6]
- 2004年産
  - ケイティラブ（アイビスサマーダッシュ）[7]
- 2005年産
  - ナンヨーリバー（兵庫チャンピオンシップ）[8]

### 地方重賞優勝馬
- 1995年産
  - ワールドスペクター（九州記念）[9]
  - キャニオンビューチ（ひまわり賞）[10]
  - シリアスゲーム（せきれい賞）[11]
- 1996年産
  - イチコウタマユキ（スーパーチャンピオンシップ）[12]
- 1997年産
  - フレッシュスキャン（九州クイーン賞）[13]
- 1998年産
  - マルチラブリー（黒潮皐月賞）[14]
- 1999年産
  - ノムラリューオー（京浜盃、黒潮盃、シアンモア記念）[15]
  - リンデンスワロー（金の鞍賞、黒潮皐月賞、黒潮菊花賞）[16]
- 2000年産
  - サダムサンサン（秋の鞍）[17]
- 2001年産
  - エーススキャン（太平記特別）[18]
- 2002年産
  - グレートステージ（園田ダービー、菊水賞、摂津盃）[19]
  - トウケイファイヤー（ハイセイコー記念）[20]
  - レッドストーン（MRO金賞、六甲盃、スプリング争覇、オグリキャップ記念、オータムカップ）[21]
  - オリエントボス（栗駒賞）[22]
- 2003年産
  - ポートジェネラル（黒潮スプリンターズカップ）[23]
  - オクトパス（ゴールドジュニア）[24]
- 2004年産
  - アンダーボナンザ（トウケイニセイ記念）[25]
  - オーナーズスキャン（白菊賞）[26]
- 2005年産
  - カネショウプルート（ひまわり賞、留守杯日高賞）[27]
- 2006年産
  - カラテチョップ（兵庫ダービー、菊水賞、兵庫若駒賞）[28]

### ブルードメアサイアーとしての主な産駒
- 2005年産
  - レッドアゲート（フローラステークス）- 父マンハッタンカフェ[29]
- 2008年産
  - メイショウマシュウ（根岸ステークス）- 父アドマイヤマックス[30]
  - テイクアベット（サマーチャンピオン）- 父サクラバクシンオー[31]
- 2009年産
  - ワイドバッハ（武蔵野ステークス）- 父アジュディケーティング[32]
- 2012年産
  - カフジテイク（根岸ステークス）- 父プリサイスエンド[33]

## 血統表
| スキャンの血統              | スキャンの血統                             | スキャンの血統                             | （血統表の出典）                           | （血統表の出典） |
| 父系                        | ミスタープロスペクター系                   | ミスタープロスペクター系                   | ミスタープロスペクター系                   | [ § 2 ]          |
| 父 Mr. Prospector 1970 鹿毛 | 父の父Raise a Native                       | Native Dancer                              | Polynesian                                 | Polynesian       |
| 父 Mr. Prospector 1970 鹿毛 | 父の父Raise a Native                       | Native Dancer                              | Geisha                                     |                  |
| 父 Mr. Prospector 1970 鹿毛 | 父の父Raise a Native                       | Raise You                                  | Case Ace                                   | Case Ace         |
| 父 Mr. Prospector 1970 鹿毛 | 父の父Raise a Native                       | Raise You                                  | Lady Glory                                 |                  |
| 父 Mr. Prospector 1970 鹿毛 | 父の母Gold Digger                          | Nashua                                     | Nasrullah                                  | Nasrullah        |
| 父 Mr. Prospector 1970 鹿毛 | 父の母Gold Digger                          | Nashua                                     | Segula                                     |                  |
| 父 Mr. Prospector 1970 鹿毛 | 父の母Gold Digger                          | Sequence                                   | Count Fleet                                | Count Fleet      |
| 父 Mr. Prospector 1970 鹿毛 | 父の母Gold Digger                          | Sequence                                   | Miss Dogwood                               |                  |
| 母 Video 1983 鹿毛          | 母の父Nijinsky II                          | Northern Dancer                            | Nearctic                                   | Nearctic         |
| 母 Video 1983 鹿毛          | 母の父Nijinsky II                          | Northern Dancer                            | Natalma                                    |                  |
| 母 Video 1983 鹿毛          | 母の父Nijinsky II                          | Flaming Page                               | Bull Page                                  | Bull Page        |
| 母 Video 1983 鹿毛          | 母の父Nijinsky II                          | Flaming Page                               | Flaring Top                                |                  |
| 母 Video 1983 鹿毛          | 母の母Foreseer                             | Round Table                                | Princequillo                               | Princequillo     |
| 母 Video 1983 鹿毛          | 母の母Foreseer                             | Round Table                                | Knight's Daughter                          |                  |
| 母 Video 1983 鹿毛          | 母の母Foreseer                             | Regal Gleam                                | Hail to Reason                             | Hail to Reason   |
| 母 Video 1983 鹿毛          | 母の母Foreseer                             | Regal Gleam                                | Miz Carol F-No.1-s                         |                  |
| 母系(F-No.)                 | 1号族(FN:1-s)                              | 1号族(FN:1-s)                              | 1号族(FN:1-s)                              | [ § 3 ]          |
| 5代内の近親交配             | Native Dancer 3x5=15.63%、Nearco 5x5=6.25% | Native Dancer 3x5=15.63%、Nearco 5x5=6.25% | Native Dancer 3x5=15.63%、Nearco 5x5=6.25% | [ § 4 ]          |
| 出典                        | 1. 2. 3. 4.                                | 1. 2. 3. 4.                                | 1. 2. 3. 4.                                | 1. 2. 3. 4.      |

- 母ビデオはカーリアンの全妹である。
- そのほかの近親はリーガルグリーム#主要なファミリーラインを参照。